# Lālganj (ort i Indien, Uttar Pradesh)
Lālganj är en ort i Indien.   Den ligger i distriktet Pratāpgarh och delstaten Uttar Pradesh, i den centrala delen av landet, 500 km sydost om huvudstaden New Delhi. Lālganj ligger 108 meter över havet och antalet invånare är 23 728.
Terrängen runt Lālganj är mycket platt. Runt Lālganj är det ganska tätbefolkat, med 166 invånare per kvadratkilometer. Det finns inga andra samhällen i närheten. Trakten runt Lālganj består till största delen av jordbruksmark.